# Луців Сергій Олександрович
Лу́ців Сергі́й Олекса́ндрович (29 березня 1982, м. Кривий Ріг — 10 листопада 2022, м. Бахмут) — український військовик, солдат; захисник територіальної цілісности і суверенітету України під час повномасштабної російсько-української війни, що почалася 24 лютого 2022 року; загинув у бою поблизу м. Бахмут Бахмутського району Донецької області під час артилерійського обстрілу зі сторони Збройних сил Російської Федерації.

## Біографія
Народився 29 березня 1982 року в місті Кривому Розі, що на Дніпропетровщині. У 1997 році закінчив Криворізьку загальноосвітню школу № 68 на мікрорайоні Гірницький, де він і проживав. Потім вступив до Автодорожнього технікуму, який закінчив у 2001 році та отримав спеціальність «Технічне обслуговування та ремонт автомобілів». Далі протягом 6 років (з 2001 до 2006) навчався в Харківському національному автомобільно-дорожньому університеті. У 2020 році став директором фірми ТОВ «Фарм-Вектор Центр» (працював торговельним представником)?. 

## Військова служба
10 квітня 2022 року вступив до лав Збройних сил України. Служив у військовій частині А0536 53-ої окремої механізованої бригади.

## Загибель
10 листопада 2022 року, виконуючи бойове завдання за призначенням, у ході ведення бойових дій Сергій Луців загинув під час артилерійського обстрілу зі сторони Збройних сил Російської Федерації. Про це стало відомо у соціальних мережах уже 15 листопада.
За заповітом загиблого, в Одесі його тіло було кремовано.

## Сім'я
Залишилися дружина (Любов Олександрівна) та двоє неповнолітніх дітей. Є сестра.

## Вшанування пам'яті
19 листопада 2022 року відбулась церемонія прощання з Героєм на Алеї Слави, що розташована в Металургійному районі Кривого Рогу, де також його було нагороджено нагрудним знаком «За заслуги перед містом» III ступеня (посмертно).
28 липня 2023 року указом Президента України посмертно удостоєний ордена «За мужність» ІІІ ступеня.